# Дезожье, Марк Антуан
Марк Антуан Дезожье́ (фр. Marc-Antoine Désaugiers; 16 ноября 1739, Фрежюс — 10 сентября 1793, Париж) — французский оперный композитор, отец поэта-песенника Марка Антуана Мадлена.
Музыкальным образованием обязан самому себе. Написал несколько небольших опер, из которых в особенности имела успех «Бергамские близнецы» (Les jumeaux de Bergame, 1782). В 1791 году была поставлена его опера «Le médecin malgré lui», в которой Дезожье с успехом применил революционную песнь «Ça ira» (Дело пойдёт на лад. Мелодии Дезожье легки, но гармония показывает недостаток музыкального образования.
Дезожье был дружен с Глюком и Саккини; в память последнего написал реквием. Под впечатлением от взятия Бастилии сочинил кантату под названием «Иеродрама». Похоронен на кладбище Пер-Лашез (участок 22).